# Zofia Kraczkiewiczówna
Zofia Kraczkiewiczówna ps. „Ksenia” („Xenia”) (ur. 13 maja 1902 w Bystrzyku, zm. 11 grudnia 1943 w KL Auschwitz) – mgr filozofii, kierownik komórki łączności SZP–ZWZ–AK.

## Życiorys
Urodziła się 13 maja 1902 w rodzinie Kazimierza i Florentyny z domu Gasińska. Uczęszczała od 1918 do Polskiej Szkoły na Rylskim Zaułku w Kijowie. W 1922 zdała maturę w gimnazjum, im. Marii Konopnickiej w Warszawie. W tym samym roku rozpoczęła studia na Wydziale Filozoficznym Uniwersytetu Warszawskiego (z przerwami spowodowanymi koniecznością zarobkowania), a w 1935 uzyskała dyplom mgr filozofii w zakresie filologii francuskiej. Jako nauczycielka pracowała w prywatnym gimnazjum Malczewskiej. Czynnie uczestniczyła w obronie oblężonej stolicy we wrześniu 1939. Od jesieni 1939 w konspiracji, w której kierowała komórką łączności wewnętrznej Oddziału Organizacyjnego KG SZP-ZWZ-AK. Została aresztowana w „kotle” w mieszkaniu Marii Liebich przy ul. Raczyńskiej, a następnie podczas badań w al. Szucha torturowana. Była zakuta w kajdany i trzymana w izolatce na Pawiaku, ale nic nie ujawniła. Wywieziona 5 października 1943 do Oświęcimia, gdzie zginęła (nr obozowy 64426).

## Ordery i odznaczenia
- Krzyż Srebrny Orderu Virtuti Militari[1]